# شیر ماسای
شیر ماسای (نام علمی: Panthera leo massaica) یا شیر شرق آفریقا زیرگونه‌ای از شیر است که نام خود را از منطقه حفاظت‌شده ماسایی مارا واقع در کنیا گرفته و کنام آن در مناطقی از شرق آفریقا شامل کشورهای کنیا، سودان جنوبی، تانزانیا، اتیوپی، سومالی، اوگاندا و موزامبیک قرار دارد. شیر ماسای در مناطقی از مصر، سودان، اریتره و جیبوتی نیز می‌زیست اما امروزه در آن مناطق به انقراض کشیده شده‌است. شیرهای آدم‌خوار ساوو متعلق به این زیرگونه بوده‌اند.
طبقه‌بندی‌های اخیر جمعیت شیرهای شرق آفریقا را یک زیرگونه مستقل به‌حساب نمی‌آورند و آن را همراه جمعیت شیرهای جنوب آفریقا یک زیرگونه واحد (نام علمی: Panthera leo melanochaita) می‌دانند.

## ویژگی‌ها

### اندازه
شیرهای ماسای نر ۲٫۴۷–۲٫۸۴ متر طول و ۱۵۰–۲۲۵ کیلوگرم وزن دارند که میانگین آن در جنوب آفریقا ۱۸۷٫۵ (۱۴۵٫۴–۲۰۴٫۷) کیلوگرم و میانگین ۱۷۴٫۹ کیلوگرم در شرق آفریقا است. میانگین وزن ماده‌ها ۱۵۰ کیلوگرم در جنوب آفریقا و ۹۰–۱۶۰کیلوگرم رد شرق آفریقا است. هر دو جنس نر و ماده دارای ارتفاع شانه میان ۰٫۹ تا ۱٫۱ متر هستند. وزن میانگین شیرهای نر ماسای ۱۸۶ کیلوگرم است و ماده‌ها میانگین ۱۴۸ کیلوگرم است. شیرهای ماسای به گفته محلی‌ها از بقیه زیرگونه‌های شیر خطرناک‌تر هستند ولی نسبت به شیرهای جنوب آفریقا جثه کوچک‌تری دارند.
یک شیر نر بسیار بزرگ که در سال ۱۹۹۳ در دامنه کوه‌های کنیا شکار شد، وزنش به ۲۷۲ کیلوگرم می‌رسید.

### یال

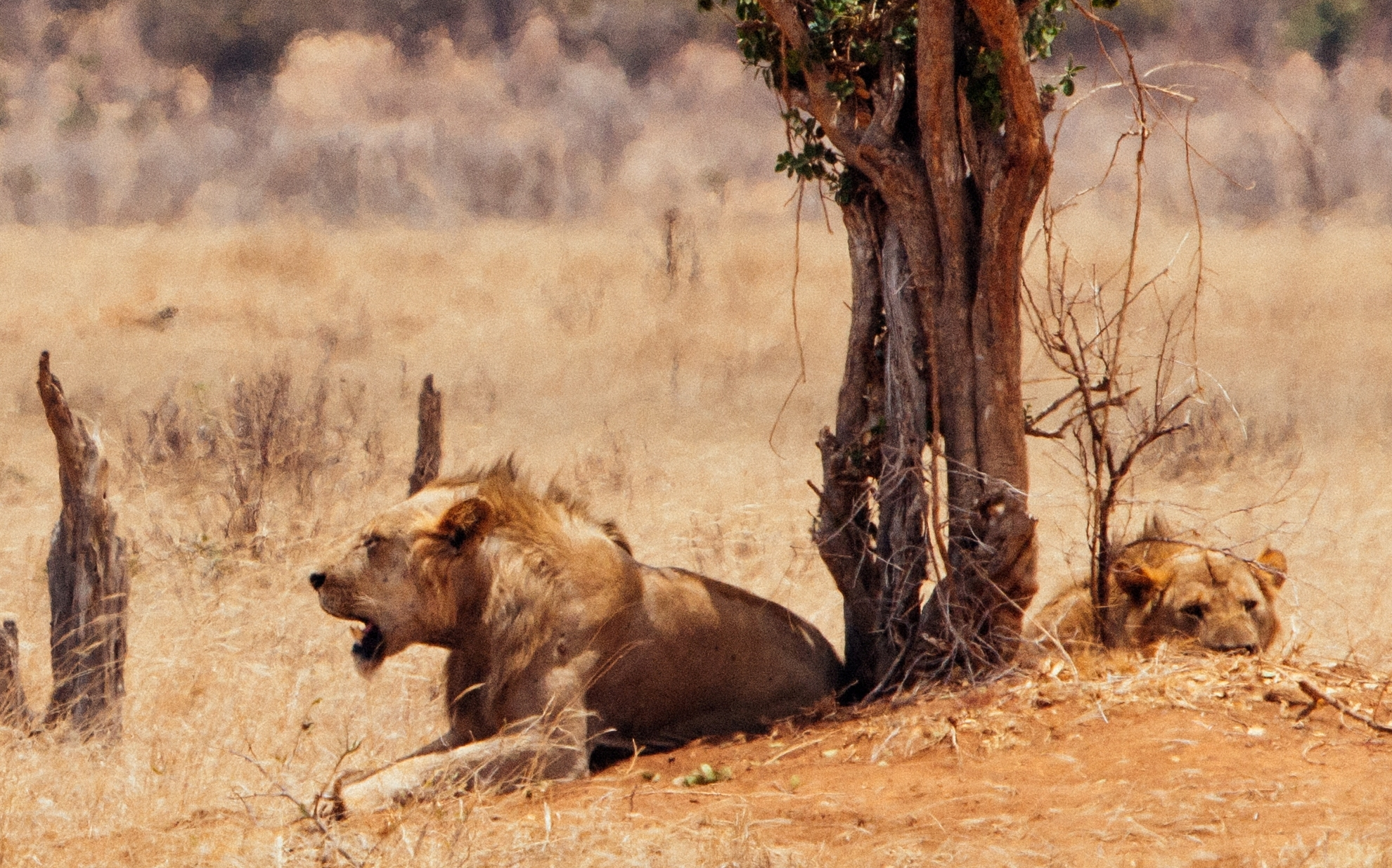
نگاره دو شیر نر ساوو با یال‌هایی کم‌پشت

هنگامی که شیرهای نر به بلوغ می‌رسند، دارای یال می‌شوند. این یال‌ها برای آن هستند که آن‌ها را بزرگ به نظر برساند و نیز از گردنشان محافظت کند. شیرهای نر شرق آفریقا دارای تنوع گسترده‌ای در شکل و اندازه یال‌های خود هستند. فرایند رشد یال این شیرها تا ۴ الی ۵ سالگی ادامه پیدا می‌کند. شیرهای نر ماسایی که در ارتفاعات زیست می‌کنند نسبت به همتایان خود در مناطق گرم و مرطوب یال پرپشت‌تری دارند. شیرهای نر ساوو دارای یالی کم‌پشتی در اطراف گردن خود هستند.